# Coelichneumon geminus
Coelichneumon geminus är en stekelart som beskrevs av Heinrich 1967. Coelichneumon geminus ingår i släktet Coelichneumon och familjen brokparasitsteklar. Inga underarter finns listade i Catalogue of Life.